# Liste der Kulturdenkmäler in Hamburg-Veddel
Die Liste der Kulturdenkmäler in Hamburg-Veddel enthält die in der Denkmalliste ausgewiesenen Denkmäler auf dem Gebiet des Stadtteils Veddel der Freien und Hansestadt Hamburg.
Basis ist der Datensatz Denkmalliste Hamburg auf dem Transparenzportal Hamburg. Dieser enthält alle Objekte, die rechtskräftig nach dem Hamburger Denkmalschutzgesetz vom 5. April 2013 unter Denkmalschutz stehen (§ 6 Abs. 1 DSchG HA) oder zumindest zeitweise standen. Die Denkmalliste steht auch als PDF-Dokument zur Verfügung. Alle Denkmäler in Veddel, die schon nach dem Denkmalschutzgesetz vom 3. Dezember 1973, zuletzt geändert am 27. November 2007, unter Denkmalschutz standen, sind auch auf der Liste der Kulturdenkmäler im Hamburger Bezirk Hamburg-Mitte zu finden.

## Legende
- ID: Gibt die vom Denkmalschutzamt Hamburg vergebene Objekt-ID (Identifikationsnummer) des Kulturdenkmals an, (in Klammern gegebenenfalls die Denkmalnummer nach altem Denkmalschutzgesetz).
- Adresse: Nennt den Straßennamen und, wenn vorhanden, die Hausnummer des Kulturdenkmals. Die Grundsortierung der Liste erfolgt nach dieser Adresse.
- Art: Zeigt an, ob es ein Objekt („O“) oder ein Ensemble („E“) ist.
- Datierung: Gibt die Datierung an; das Jahr der Fertigstellung bzw. den Zeitraum der Errichtung.
- Ensemble: Gibt die Nummer des Ensembles an, zu der das Objekt gehört, bzw. bei Ensembles die Nummer des Ensembles selbst.

Hinweis: Die Grundsortierung der Liste erfolgt nach der Adresse und ist alternativ nach ID, Art (Objekt oder Ensemble), Typ, Datierung, Entwurf oder Kurzbeschreibung sortierbar.

| ID           | Adresse | Art | Typ                                                              | Kurzbeschreibung                                                                                        | Datierung                          | Entwurf                                                                 | Ensemble | Bild           |
| ------------ | --- | --- | ---------------------------------------------------------------- | --- | ---------------------------------- | ----------------------------------------------------------------------- | -------- | -------------- |
| 30140        | Am Gleise 32, 33, 34, 35, 36, 37, 38, 39, 40, Immanuelplatz 19, Veddeler Damm 10, 12, Wilhelmsburger Straße 76, 78, 80, 82, 84, 86, 88, 90 (Lage)                | E   |                                                                  | Siedlung Am Gleise / Immanuelplatz / Veddeler Damm / Wilhelmsburger Straße                              |                                    |                                                                         | 30140    | BW             |
| 14449 (673)  | Am Gleise 32 (Lage) | O   | Siedlungsbau                                                     | | 1926/27                            | Behrens, Wilhelm                                                        | 30140    | BW             |
| 14451 (673)  | Am Gleise 33 (Lage) | O   | Siedlungsbau                                                     | | 1926/27                            | Behrens, Wilhelm                                                        | 30140    |                |
| 14450 (673)  | Am Gleise 34 (Lage) | O   | Siedlungsbau                                                     | | 1926/27                            | Behrens, Wilhelm                                                        | 30140    |                |
| 14452 (673)  | Am Gleise 35 (Lage) | O   | Siedlungsbau                                                     | | 1926/27                            | Behrens, Wilhelm                                                        | 30140    |                |
| 14067 (673)  | Am Gleise 36 (Lage) | O   | Siedlungsbau                                                     | | 1926/27                            | Behrens, Wilhelm                                                        | 30140    |                |
| 14181 (673)  | Am Gleise 37 (Lage) | O   | Siedlungsbau                                                     | | 1926/27                            | Behrens, Wilhelm                                                        | 30140    |                |
| 14182 (673)  | Am Gleise 38 (Lage) | O   | Siedlungsbau                                                     | | 1926/27                            | Behrens, Wilhelm                                                        | 30140    |                |
| 14183 (673)  | Am Gleise 39 (Lage) | O   | Siedlungsbau                                                     | | 1926/27                            | Behrens, Wilhelm                                                        | 30140    |                |
| 13926 (673)  | Am Gleise 40 (Lage) | O   | Siedlungsbau                                                     | | 1926/27                            | Behrens, Wilhelm                                                        | 30140    |                |
| 30142        | Am Gleise 41, 42, 43, 44, 45, Veddeler Damm 5, 7, 9, Wilhelmsburger Platz 13, 14, Wilhelmsburger Straße 92, 94 (Lage)                                            | E   |                                                                  | Siedlung Am Gleise / Veddeler Damm / Wilhelmsburger Platz / Wilhelmsburger Straße                       |                                    |                                                                         | 30142    | BW             |
| 14069 (718)  | Am Gleise 41 (Lage) | O   | Siedlungsbau                                                     | | 1926/27                            | Behrens, Wilhelm                                                        | 30142    | BW             |
| 13935 (718)  | Am Gleise 42 (Lage) | O   | Siedlungsbau                                                     | | 1926/27                            | Behrens, Wilhelm                                                        | 30142    | BW             |
| 13936 (718)  | Am Gleise 43 (Lage) | O   | Siedlungsbau                                                     | | 1926/27                            | Behrens, Wilhelm                                                        | 30142    | BW             |
| 13937 (718)  | Am Gleise 44 (Lage) | O   | Siedlungsbau                                                     | | 1926/27                            | Behrens, Wilhelm                                                        | 30142    | BW             |
| 13938 (718)  | Am Gleise 45 (Lage) | O   | Siedlungsbau                                                     | | 1926/27                            | Behrens, Wilhelm                                                        | 30142    |                |
| 30143        | Am Zollhafen 5, 5a, 5b, 5c, 5d, 7, Katenweide 1, 3, 5 (Lage) | E   | Kasernenanlage (Polizeikaserne)                                  | Kasernenanlage Polizeikaserne Am Zollhafen                                                              | 1925                               |                                                                         | 30143    | weitere Bilder |
| 13038        | Am Zollhafen 5, 5a, 5c, 5d, 7, Katenweide 1, 3, 5 (Lage) | O   | Kasernengebäude (Polizeikaserne)                                 | | 1925                               | Hochbauwesen (Ranck, Johann Christoph Otto [Erster Baudirektor])        | 30143    |                |
| 13032        | Am Zollhafen 5b (Lage) | O   | Kasernengebäude, Turnhalle/Stall                                 | | 1925                               | Hochbauwesen (Ranck, Johann Christoph Otto [Erster Baudirektor])        | 30143    |                |
| 29215        | Am Zollhafen 11, Katenweide 2 (Lage) | O   | Feuerwache                                                       | Feuerwache Veddel                                                                                       | 1927/28                            | Hochbauwesen (Schumacher, Fritz)                                        |          | weitere Bilder |
| 30197        | Beesenlandbrücke o. Nr., Reginenortbrücke o. Nr. (Lage) | E   |                                                                  | Beeselandbrücke und Reginenortbrücke                                                                    |                                    |                                                                         | 30197    |                |
| 13772        | Beesenlandbrücke o. Nr. (Lage) | O   | Bahnbrücke (Industriebahn); u. a.                                | Beesenlandbrücke über den Peute-Kanal                                                                   | 1905, ca.                          |                                                                         | 30197    |                |
| 13775        | Erste Peuter Brücke o. Nr. (Lage) | O   | Straßenbrücke                                                    | Erste Peuter Brücke                                                                                     | 1905, ca.                          |                                                                         |          |                |
| 30198        | Hovestraße o. Nr., Moorkanalbrücke o. Nr., Peutestraße o. Nr. (Lage)                                                                                             | E   |                                                                  | Moorkanalbrücke                                                                                         |                                    |                                                                         | 30198    | BW             |
| 13793        | Hovestraße o. Nr. (Lage) | O   | Bahnbrücke; Straßenbrücke                                        | Moorkanalbrücke                                                                                         | 19. Jh., Anfang                    |                                                                         | 30198    | BW             |
| 30141        | Immanuelplatz 11, 13, Immanuelstieg 2, 4, 6, 8, Veddeler Brückenstraße 158, 160, 162, Veddeler Damm 2, 4, 6, Wilhelmsburger Straße 77, 79, 81, 83, 85, 87 (Lage) | E   |                                                                  | Siedlung Immanuelplatz / Immanuelstieg / Veddeler Damm / Veddeler Brückenstraße / Wilhelmsburger Straße |                                    |                                                                         | 30141    | BW             |
| 14068 (722)  | Immanuelplatz 11 (Lage) | O   | Siedlungsbau                                                     | | 1926/27                            | Elinigius & Schramm (Elingius, Erich/Schramm, Gottfried)/Höger, Hermann | 30141    | BW             |
| 13019 (722)  | Immanuelplatz 13 (Lage) | O   | Siedlungsbau                                                     | | 1926/27                            | Elinigius & Schramm (Elingius, Erich/Schramm, Gottfried)/Höger, Hermann | 30141    | BW             |
| 14455 (673)  | Immanuelplatz 19 (Lage) | O   | Siedlungsbau                                                     | | 1926/27                            | Behrens, Wilhelm                                                        | 30140    | BW             |
| 13020 (722)  | Immanuelstieg 2 (Lage) | O   | Siedlungsbau                                                     | | 1926/27                            | Elinigius & Schramm (Elingius, Erich/Schramm, Gottfried)/Höger, Hermann | 30141    | BW             |
| 13021 (722)  | Immanuelstieg 4 (Lage) | O   | Siedlungsbau                                                     | | 1926/27                            | Elinigius & Schramm (Elingius, Erich/Schramm, Gottfried)/Höger, Hermann | 30141    | BW             |
| 13022 (722)  | Immanuelstieg 6 (Lage) | O   | Siedlungsbau                                                     | | 1926/27                            | Elinigius & Schramm (Elingius, Erich/Schramm, Gottfried)/Höger, Hermann | 30141    | BW             |
| 13023 (722)  | Immanuelstieg 8 (Lage) | O   | Siedlungsbau                                                     | | 1926/27                            | Elinigius & Schramm (Elingius, Erich/Schramm, Gottfried)/Höger, Hermann | 30141    | BW             |
| 13776        | Moorkanalbrücke o. Nr. (Lage) | O   | Bahnbrücke; Straßenbrücke                                        | Moorkanalbrücke                                                                                         | 1905, ca.                          |                                                                         | 30198    |                |
| 29349        | Neue Elbbrücke o. Nr. (Lage) | O   | Straßenbrücken                                                   | Neue Elbbrücken                                                                                         | 1884/87; 1928/29; 1957/60 (Ausbau) |                                                                         |          | BW             |
| 14867 (959)  | Neuhäuser Damm 25, 27 (Lage) | O   | Lagerhaus                                                        | | 1909; 2016 (abgebrannt)            |                                                                         |          |                |
| 13766 (1442) | Peutestraße 1 (Lage) | O   | Luftschutzbau, Turmbunker (Zombeck)                              | | 1939–1940                          |                                                                         |          |                |
| 30145        | Peutestraße 22, 24, 26, 28 (Lage) | E   |                                                                  | Fabrikanlage Peutestraße                                                                                |                                    |                                                                         | 30145    | BW             |
| 13034        | Peutestraße 22 (Lage) | O   | Verwaltungsgebäude/Eingangsgebäude                               | | 1925/27                            | Bauhütte Bauwohl                                                        | 30145    | BW             |
| 13035 (1917) | Peutestraße 24, 26 (Lage) | O   | Fabrikgebäude                                                    | | 1925/27                            | Bauhütte Bauwohl                                                        | 30145    |                |
| 13036        | Peutestraße 28 (Lage) | O   | Verwaltungsgebäude/Wohnhaus                                      | | 1925/27                            | Bauhütte Bauwohl                                                        | 30145    | BW             |
| 29327        | Peutestraße 30, 32 (Lage) | O   | Lagerhaus                                                        | Lagerhaus, Eingangsgebäude, Garage u. a.                                                                | 1925/27                            | Bauhütte Bauwohl                                                        |          | BW             |
| 30196        | Peutestraße 51, 51a, 51b, 53 (Lage) | E   |                                                                  | Peutestraße 51–53                                                                                       |                                    |                                                                         | 30196    | BW             |
| 13768        | Peutestraße 51 (Lage) | O   | Gewerbekomplex (Gewerbegebäude; Büro- und Gewerbegebäude; u. a.) | | 1931/33                            | Dyckerhoff & Widmann KG                                                 | 30196    | BW             |
| 13770        | Peutestraße 51a (Lage) | O   | Gewerbekomplex (Gewerbegebäude; Büro- und Gewerbegebäude; u. a.) | | 1931/33                            | Dyckerhoff & Widmann KG                                                 | 30196    | BW             |
| 13771        | Peutestraße 51b (Lage) | O   | Gewerbekomplex (Gewerbegebäude; Büro- und Gewerbegebäude; u. a.) | | 1931/33                            | Dyckerhoff & Widmann KG                                                 | 30196    | BW             |
| 13769        | Peutestraße 53 (Lage) | O   | Gewerbekomplex (Gewerbegebäude; Büro- und Gewerbegebäude; u. a.) | | 1931/33                            | Dyckerhoff & Widmann KG                                                 | 30196    |                |
| 13792        | Peutestraße o. Nr. (Lage) | O   | Bahnbrücke; Straßenbrücke                                        | Moorkanalbrücke                                                                                         | 20. Jh., Anfang                    |                                                                         | 30198    | BW             |
| 13767 (1421) | Prielstraße 9 (Lage) | O   | Luftschutzbau, Turmbunker (Zombeck)                              | | 1939–1941                          |                                                                         |          |                |
| 13773        | Reginenortbrücke o. Nr. (Lage) | O   | Bahnbrücke (Industriebahn); u. a.                                | Reginenortbrücke über den Müggenburger Kanal                                                            | 1905, ca.                          |                                                                         | 30197    |                |
| 13033 (1735) | Slomanstieg 1, 3, Slomanstraße 10, 12, Wilhelmsburger Straße 15 (Lage)                                                                                           | O   | Schulgebäude; Einfriedung                                        | Schule Slomanstieg (ehem. Volksschule auf der Veddel, seit 2010 Schule auf der Veddel)                  | 1930                               | Schumacher, Fritz                                                       | 30144    | weitere Bilder |
| 45225        | Tunnelstraße 2 (Lage) | E   | Zollanlagen                                                      | Zollanlage Tunnelstraße                                                                                 | 1955 / 1964                        |                                                                         | 45225    | weitere Bilder |
| 45233        | Tunnelstraße 2 (Lage) | O   | Zollgebäude                                                      | Zollgebäude (Abfertigungsbühne)                                                                         | 1955 / 1964                        |                                                                         | 45225    |                |
| 45234        | Tunnelstraße 2 (Lage) | O   | Zollgebäude                                                      | Zollgebäude (Abfertigungsbühne)                                                                         | 1955 / 1964                        |                                                                         | 45225    |                |
| 45235        | Tunnelstraße 2 (Lage) | O   | Zollgebäude                                                      | Zollgebäude (Abfertigungsbühne)                                                                         | 1955 / 1964                        |                                                                         | 45225    |                |
| 45236        | Tunnelstraße 2 (Lage) | O   | Verwaltungsgebäude; Zollgebäude                                  | Zollgebäude (Verwaltungsgebäude)                                                                        | 1955 / 1964                        |                                                                         | 45225    |                |
| 13984 (722)  | Veddeler Brückenstraße 158 (Lage) | O   | Siedlungsbau                                                     | | 1926/27                            | Elinigius & Schramm (Elingius, Erich/Schramm, Gottfried)/Höger, Hermann | 30141    | BW             |
| 13985 (722)  | Veddeler Brückenstraße 160 (Lage) | O   | Siedlungsbau                                                     | | 1926/27                            | Elinigius & Schramm (Elingius, Erich/Schramm, Gottfried)/Höger, Hermann | 30141    | BW             |
| 13986 (722)  | Veddeler Brückenstraße 162 (Lage) | O   | Siedlungsbau                                                     | | 1926/27                            | Elinigius & Schramm (Elingius, Erich/Schramm, Gottfried)/Höger, Hermann | 30141    | BW             |
| 14456 (722)  | Veddeler Damm 2 (Lage) | O   | Siedlungsbau                                                     | | 1926/27                            | Elinigius & Schramm (Elingius, Erich/Schramm, Gottfried)/Höger, Hermann | 30141    |                |
| 14457 (722)  | Veddeler Damm 4 (Lage) | O   | Siedlungsbau                                                     | | 1926/27                            | Elinigius & Schramm (Elingius, Erich/Schramm, Gottfried)/Höger, Hermann | 30141    |                |
| 13939 (718)  | Veddeler Damm 5 (Lage) | O   | Siedlungsbau                                                     | | 1926/27                            | Behrens, Wilhelm                                                        | 30142    | BW             |
| 13983 (722)  | Veddeler Damm 6 (Lage) | O   | Siedlungsbau                                                     | | 1926/27                            | Elinigius & Schramm (Elingius, Erich/Schramm, Gottfried)/Höger, Hermann | 30141    |                |
| 13940 (718)  | Veddeler Damm 7 (Lage) | O   | Siedlungsbau                                                     | | 1926/27                            | Behrens, Wilhelm                                                        | 30142    | BW             |
| 13941 (718)  | Veddeler Damm 9 (Lage) | O   | Siedlungsbau                                                     | | 1926/27                            | Behrens, Wilhelm                                                        | 30142    | BW             |
| 14453 (673)  | Veddeler Damm 10 (Lage) | O   | Siedlungsbau                                                     | | 1926/27                            | Behrens, Wilhelm                                                        | 30140    |                |
| 14454 (673)  | Veddeler Damm 12 (Lage) | O   | Siedlungsbau                                                     | | 1926/27                            | Behrens, Wilhelm                                                        | 30140    |                |
| 13943 (718)  | Wilhelmsburger Platz 13 (Lage) | O   | Siedlungsbau                                                     | | 1926/27                            | Behrens, Wilhelm                                                        | 30142    |                |
| 13942 (718)  | Wilhelmsburger Platz 14 (Lage) | O   | Siedlungsbau                                                     | | 1926/27                            | Behrens, Wilhelm                                                        | 30142    |                |
| 13927 (673)  | Wilhelmsburger Straße 76 (Lage) | O   | Siedlungsbau                                                     | | 1926/27                            | Behrens, Wilhelm                                                        | 30140    |                |
| 13987 (722)  | Wilhelmsburger Straße 77 (Lage) | O   | Siedlungsbau                                                     | | 1926/27                            | Elinigius & Schramm (Elingius, Erich/Schramm, Gottfried)/Höger, Hermann | 30141    |                |
| 13928 (673)  | Wilhelmsburger Straße 78 (Lage) | O   | Siedlungsbau                                                     | | 1926/27                            | Behrens, Wilhelm                                                        | 30140    |                |
| 13988 (722)  | Wilhelmsburger Straße 79 (Lage) | O   | Siedlungsbau                                                     | | 1926/27                            | Elinigius & Schramm (Elingius, Erich/Schramm, Gottfried)/Höger, Hermann | 30141    | BW             |
| 13929 (673)  | Wilhelmsburger Straße 80 (Lage) | O   | Siedlungsbau                                                     | | 1926/27                            | Behrens, Wilhelm                                                        | 30140    |                |
| 13758 (722)  | Wilhelmsburger Straße 81 (Lage) | O   | Siedlungsbau                                                     | | 1926/27                            | Elinigius & Schramm (Elingius, Erich/Schramm, Gottfried)/Höger, Hermann | 30141    |                |
| 13930 (673)  | Wilhelmsburger Straße 82 (Lage) | O   | Siedlungsbau                                                     | | 1926/27                            | Behrens, Wilhelm                                                        | 30140    | BW             |
| 13759 (722)  | Wilhelmsburger Straße 83 (Lage) | O   | Siedlungsbau                                                     | | 1926/27                            | Elinigius & Schramm (Elingius, Erich/Schramm, Gottfried)/Höger, Hermann | 30141    | BW             |
| 13931 (673)  | Wilhelmsburger Straße 84 (Lage) | O   | Siedlungsbau                                                     | | 1926/27                            | Behrens, Wilhelm                                                        | 30140    |                |
| 13760 (722)  | Wilhelmsburger Straße 85 (Lage) | O   | Siedlungsbau                                                     | | 1926/27                            | Elinigius & Schramm (Elingius, Erich/Schramm, Gottfried)/Höger, Hermann | 30141    |                |
| 13932 (673)  | Wilhelmsburger Straße 86 (Lage) | O   | Siedlungsbau                                                     | | 1926/27                            | Behrens, Wilhelm                                                        | 30140    | BW             |
| 13761 (722)  | Wilhelmsburger Straße 87 (Lage) | O   | Siedlungsbau                                                     | | 1926/27                            | Elinigius & Schramm (Elingius, Erich/Schramm, Gottfried)/Höger, Hermann | 30141    |                |
| 13933 (673)  | Wilhelmsburger Straße 88 (Lage) | O   | Siedlungsbau                                                     | | 1926/27                            | Behrens, Wilhelm                                                        | 30140    | BW             |
| 13934 (673)  | Wilhelmsburger Straße 90 (Lage) | O   | Siedlungsbau                                                     | | 1926/27                            | Behrens, Wilhelm                                                        | 30140    |                |
| 13944 (718)  | Wilhelmsburger Straße 92 (Lage) | O   | Siedlungsbau                                                     | | 1926/27                            | Behrens, Wilhelm                                                        | 30142    |                |
| 13945 (718)  | Wilhelmsburger Straße 94 (Lage) | O   | Siedlungsbau                                                     | | 1926/27                            | Behrens, Wilhelm                                                        | 30142    | BW             |